# Mentos
Mentos er tyggetabletter i form af pastiller, der optræder knasende (efter indtagelse) hvorefter det indtager en tyggende konsistens.
Mentos findes i forskellige farver, som rødlilla, orange og blå. Den mest almindelige Mentos er hvid og smager af mint. Mentos findes også som sukkerfri.
Mentos fremstilles af firmaet Perfetti Van Melle, som er et italiensk-hollandsk slikfirma med hovedkvarterer i Lainate i Italien og Breda i Holland. Firmaets aktier er privatejede af Perfetti familien.  